# 盧魯元
盧 魯元（ろ ろげん、352年以降 - 442年）は、中国の北魏の太武帝（拓跋燾）の寵臣。本貫は昌黎郡徒河県。

## 経歴
前燕・後燕の部将の豆盧勝の子。母は仇氏（元は冉魏の武悼天王冉閔の妃嬪）。盧魯元の父の慕容勝（慕容精の子）のときに北魏に帰順して、豆盧氏の姓を受けた。豆盧とは北方の言葉で「帰義」を意味するとされる。
明元帝のとき、選抜されて直郎となった。皇太子拓跋燾に忠実に仕えて、信頼された。太武帝が即位すると、盧魯元は中書侍郎となり、帝の側近で仕えた。書を得意とし、文才があったので、中書監となった。襄城公の爵位を受け、散騎常侍・右将軍の位を加えられた。夏の赫連昌に対する征戦に参加した。太武帝が自ら赫連昌を追撃すると、盧魯元も太武帝に付き従った。また平涼に対する攻撃に従い、功績により征北大将軍となり、侍中の位を加えられた。後に太保・録尚書事に転じた。太武帝の征戦には必ず従軍し、太武帝の寝所の中にも出入りした。前後の功績により数百人の僮僕を賜り、贈られた布帛は万を数え、宮門の南に一級の邸を与えられた。太武帝がかれの邸を訪れると、10日も出てこなかった。
442年冬、病のため死去した。襄城王の位を追贈された、諡は孝といった。崞山に葬られ、碑闕を建てられた。
子の盧統が爵位を嗣いだ。

## 伝記資料
- 『魏書』巻三十四 列伝第二十二
- 『北史』巻二十五 列伝第十三